# Пришиб (Запорожская область)
При́шиб (укр. Пришиб) — посёлок, Михайловская поселковая община, Васильевский район, Запорожская область, Украина.

## Географическое положение
Посёлок городского типа Пришиб находится на расстоянии 7 км от пгт Михайловка.

## История
Возникновение посёлка Пришиб связано с сооружением во второй половине XIX века Лозово-Севастопольской железнодорожной линии. В 1874 году в 7 км от волостного центра Михайловки была сооружена станция Михайловка. Вначале вокруг неё селились строители, позднее — железнодорожники. Позже, чтобы избежать путаницы, станцию с посёлком при ней переименовали в Пришиб. В 1908 году немцы-колонисты соорудили возле станции паровую мельницу, открыли кустарные мастерские по изготовлению и ремонту повозок, сельскохозяйственного инвентаря и т. д. Однако Пришиб и накануне Первой мировой войны оставался небольшим пристанционным посёлком. Здесь в 17 дворах и бараках проживало 358 человек.
В 1924—1928 годах Пришиб был центром Пришибского немецкого национального района.
Во время Великой Отечественной войны в 1941—1943 селение находилось под немецкой оккупацией.
В 1957 году присвоено статус посёлок городского типа.
В январе 1989 года численность населения составляла 4067 человек.
В мае 1995 года Кабинет министров Украины утвердил решение о приватизации находившихся здесь ремонтно-механического завода и райсельхозтехники.
Летом 2000 года было возбуждено дело о банкротстве комбината хлебопродуктов.
По состоянию на 1 января 2013 года численность населения составляла 3272 человека.
В конце февраля 2022 года посёлок был оккупирован российскими войсками в ходе вторжения России на Украину.

## Объекты социальной сферы
- Школа.
- Больница.
- Детский сад.

## Транспорт
Через посёлок проходят автомобильная дорога Т-0810 и железная дорога, станция Пришиб.